# XF6B (航空機)
XF6Bは、ボーイングがアメリカ海軍向けに製造した戦闘機。複葉機である。試作のみで量産はなされなかった。
1931年6月30日に、アメリカ海軍はボーイングに対して艦上戦闘機としてXF6B-1を発注した。XF6B-1は試作機が1933年に完成し、2月に初飛行が行われている。なお、試作機は1機のみの製造であった。
機体は、胴体部が全金属製であり、主翼は羽布張りであった。主翼は複葉であり、上翼はパラソル配置となっている。脚は尾輪式であり、主脚にはショックアブソーバーが装備されていた。各種の試験が行われたものの、戦闘機としては運動性に難があり、制式採用はなされなかった。

## 要目
- 全長：6.73m
- 全幅：8.68m
- 全高：3.22m
- 自重：1.7t
- エンジン：P&W R-1535レシプロエンジン（625馬力）
- 最大速度：325km/h
- 武装：7.7mm機銃2門
- 乗員：1名

]